# Franklin Prestage
Franklin Prestage (* 26. Februar 1830 in London; † 18. November 1897 in Simla Molana in Indien) war ein britischer Eisenbahn-Ingenieur.

## Leben
Nach seiner Ausbildung zum Bauingenieur ging er Ende der 1850er Jahre nach Britisch-Indien und arbeitete für die Eastern Bengal Railway (EBR). Unter anderem entwickelte er 1869 zylindrische Güterwagen für den Transport von Baumwolle.
1878 legte er der  Regierung von Bengalen einen detaillierten Plan zum Bau einer Schmalspurbahn von Shiliguri nach Darjeeling vor, der vom Vizegouverneur Ashely Eden genehmigt wurde. 1879 gründete er die Darjeeling Steam Tramway Company, die 1881 in Darjeeling Himalayan Railway umbenannt wurde. Dort war er später maßgeblich an der Entwicklung der Lokomotiven der Klasse B beteiligt, von denen noch heute einige Exemplare im Einsatz sind.
Ab 1881 war er zudem Mitglied im Legislativrat von Bengalen. 1891 setzte er sich zur Ruhe und zog mit seiner Frau nach Trewern in Montgomeryshire.